# Giardini Margherita
I giardini Margherita (żardén Margarétta in bolognese) sono il principale parco pubblico di Bologna.

## Storia
Nel 1868, il Comune di Bologna approva l'acquisto di un terreno, per la somma di circa 150.000 lire, dal conte Angelo Tattini, genero di una figlia di Gioacchino Murat, posto lungo le ultime vestigia di mura, fra Porta Castiglione e Porta Santo Stefano; nel luogo dove esisteva, fin dal Trecento, uno dei primi conventi di clarisse della città, una piccola chiesa dedicata a Santa Chiara, distrutta sul finire dell'Ottocento.
Nel 1874 si diede il via all'acquisto, decidendo di affidare il progetto al Conte Ernesto Balbo Bertone di Sambuy, che aveva già operato anche al parco del Valentino a Torino. Questi, oltre a presentare un proprio progetto, si candidò anche alla sovrintendenza ai lavori, ma volle fosse presentato anche un altro progetto per avere possibilità di scelta. Ad ogni modo si operò con l'intento di contenere le spese, preventivate intorno alle 163.000 lire. Ricevuto l'incarico, Sambuy, a cui venne in seguito concessa la cittadinanza onoraria della città, iniziò i lavori e seguì personalmente l'esecuzione del proprio progetto, messo in opera dall'ingegner Tubertini. Con una delibera del 1879, si decise di intitolare il parco "al nome di Sua maestà la Regina Margherita", recatasi in visita alla città l'anno precedente, divenendo subito per i bolognesi "i giardini Margherita".
L'apertura ufficiale venne celebrata con una fastosa cerimonia il 6 luglio 1879, a cinque anni dall'inizio dei lavori. A partire da questa data i Giardini sono stati teatro di numerosissimi eventi e manifestazioni che hanno scandito la vita di Bologna. Durante i lavori di costruzione venne alla luce un'estesa necropoli etrusca, ricchissima di reperti, oggi conservati al Museo civico archeologico di Bologna. Due delle tombe rinvenute furono poi ricostruite all'interno del parco.
Nel 1888 vi si tenne l'Esposizione emiliana d'agricoltura e d'industria, manifestazione che accompagnò le celebrazioni per l'ottavo centenario dell'Università di Bologna. Accanto agli stand dell'industria, dell'agricoltura e della musica, collocati nell'area centrale, sorsero ristoranti con spettacoli per tutti i gusti; una funicolare collegava la vicina collina di San Michele in Bosco dove negli stessi giorni si svolgeva l'esposizione universale di Belle Arti. Nel corso del tempo vi si tennero poi concorsi ippici, concerti e corse automobilistiche; nel 1988 il parco servì da area di atterraggio per l'elicottero di Giovanni Paolo II, in visita all'Università di Bologna per il suo nono centenario. Nonostante ciò il parco è ancora molto simile al disegno originale; sul laghetto artificiale con le sponde rocciose di selenite sorgeva uno chalet in legno andato distrutto, in seguito sostituito da un nuovo chalet.
Fin dal 1944ad uno degli ingressi principali, oltre una delle cancellate che un tempo chiudevano le porte della città, si trova il monumento equestre a Vittorio Emanuele II, opera del 1884 dello scultore Giulio Monteverde, qui trasportato dalla piazza Maggiore e divenuto un punto di riferimento nel panorama dei Giardini.
Nel primo decennio del Novecento, furono costruite una latteria, corredata da una piccola stalla e la scuola elementare "Fernando Fortuzzi", inaugurata nel 1917 e tuttora in attività, concepita come scuola all’aperto allo scopo di fornire un ambiente più salubre per i bambini gracili e i figli di genitori esposti alla tubercolosi.
Dal 1954 al 1977 la palazzina Liberty dell'architetto Collamarini ospita la Biblioteca dei Ragazzi, alla quale viene affiancato nel 1959 un Centro ricreativo giovanile. Gli spazi vengono successivamente utilizzati per ospirate una scuola materna..
Fino ai primi anni ottanta vi era anche un piccolo zoo, una gabbia con due leoni e un grande recinto con cerbiatti e caprette, sostituiti dalla ricostruzione di una capanna villanoviana utilizzata a scopo didattico nelle gite scolastiche.
Nel 2016 l'area delle serre comunali, utilizzate per il ricovero invernale delle piante, è stata oggetto di ristrutturazione da parte del comune insieme ad altri enti e associazioni. Il risultato dell'intervento è stato l'apertura di uno spazio polifunzionale denominato Le Serre dei Giardini; al suo interno ospita diverse attività culturali e ricreative, assieme ad un bar e a spazi per lo studio e il coworking.

## Caratteristiche
Sono evidenti i legami con il giardino all'inglese o romantico, di cui il progetto Sambuy costituì un tardo esempio. Il progettista decise di dare un forte impatto visivo, molto suggestivo, e ancor oggi inalterato nelle sue linee essenziali, ottenuto attraverso armonie o contrasti delle piante in cui predominano le specie caducifoglie e autoctone. Vi si riconoscono tigli, querce, tassi, cedri, importanti esemplari di platani, pini, ippocastani, magnolie disposti in gruppi che si aprono su ampi spazi all'interno di un tracciato costituito da viali principali e secondari di notevole suggestione. I percorsi, tra cui spicca quello del laghetto, creato con le acque del Savena e corredato di chalet, ponticello, isola artificiale; flora e fauna acquatiche sono di particolare effetto.
Nella piazzetta principale del parco, per molti anni punto d'arrivo del Giro dell'Emilia, vi è una palazzina utilizzata negli anni 50 dal Comune come Biblioteca dei Ragazzi e centro ricreativo. Negli anni sessanta un gruppo di astrofili, autorizzati dal Comune, costruì sul terrazzo un piccolo osservatorio astronomico, tuttora esistente. All'interno dei giardini è stato inoltre creato dal WWF uno stagno didattico per i bambini delle scuole elementari, che ricostruisce la flora e la fauna tipiche di un acquitrino.

## Galleria d'immagini

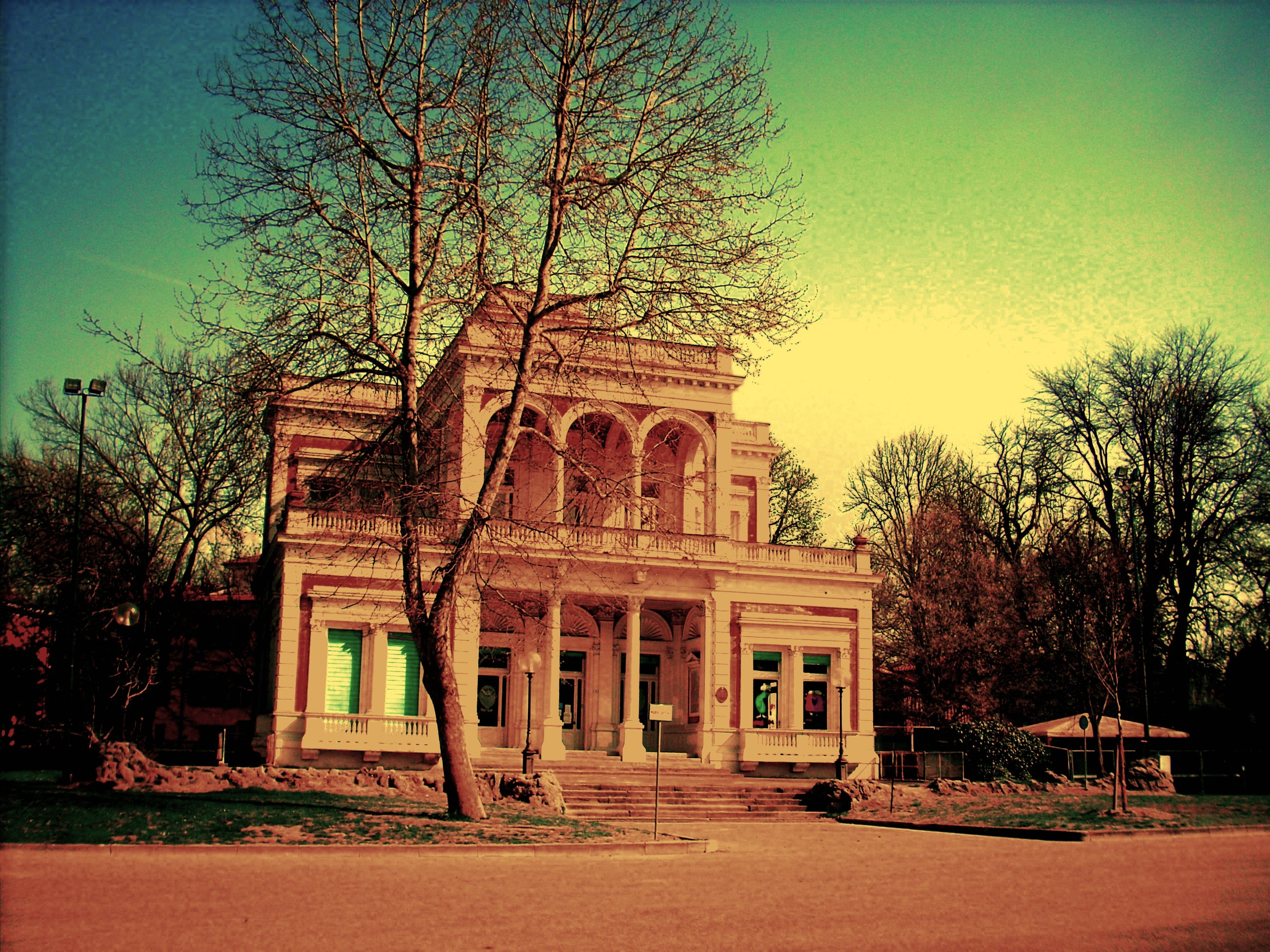
La palazzina liberty dei giardini Margherita
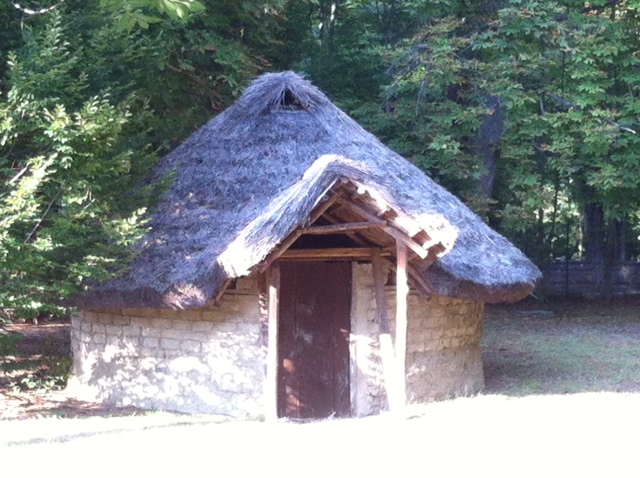
Ricostruzione di una capanna villanoviana ai Giardini Margherita
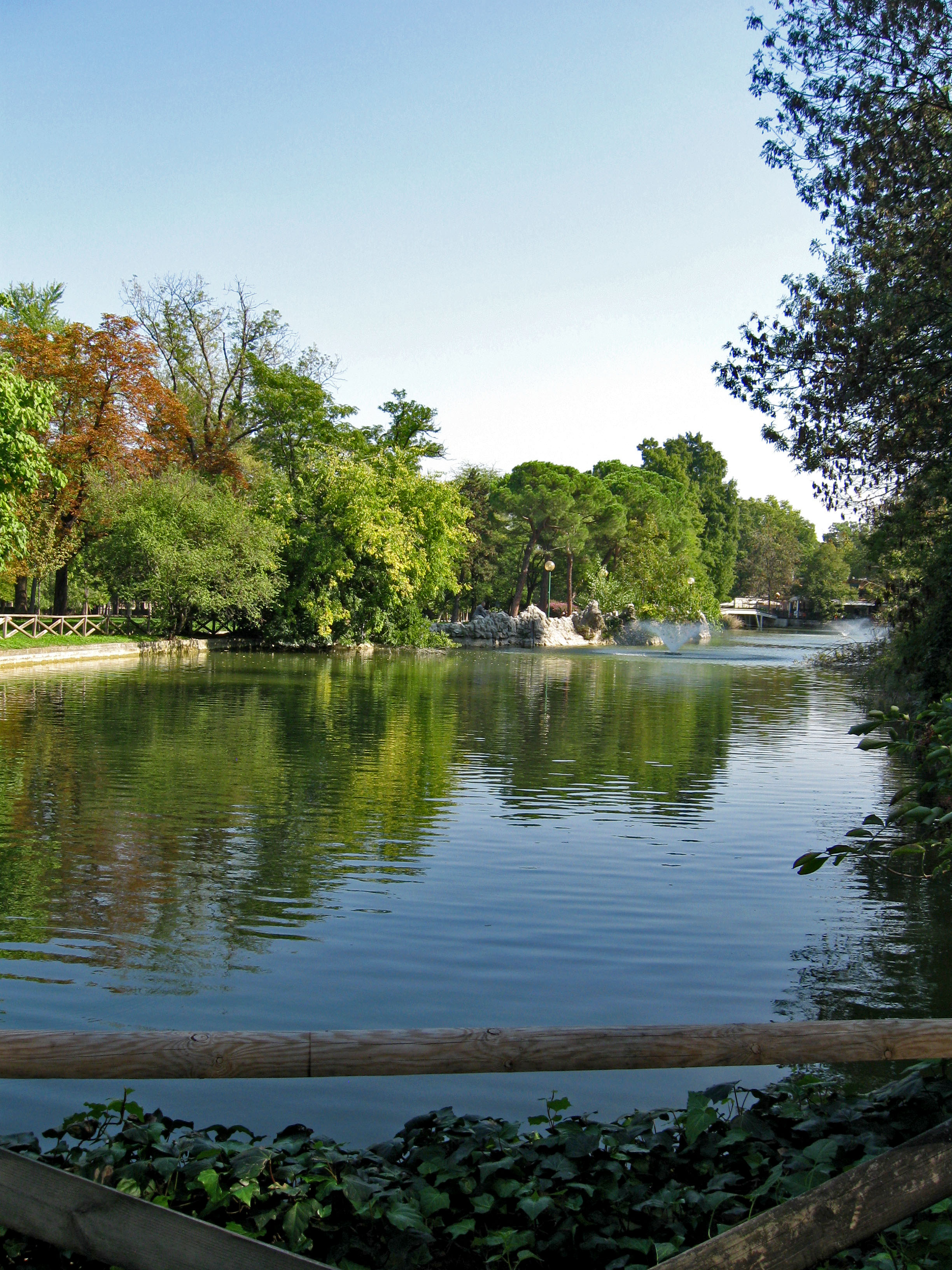
Lago artificiale
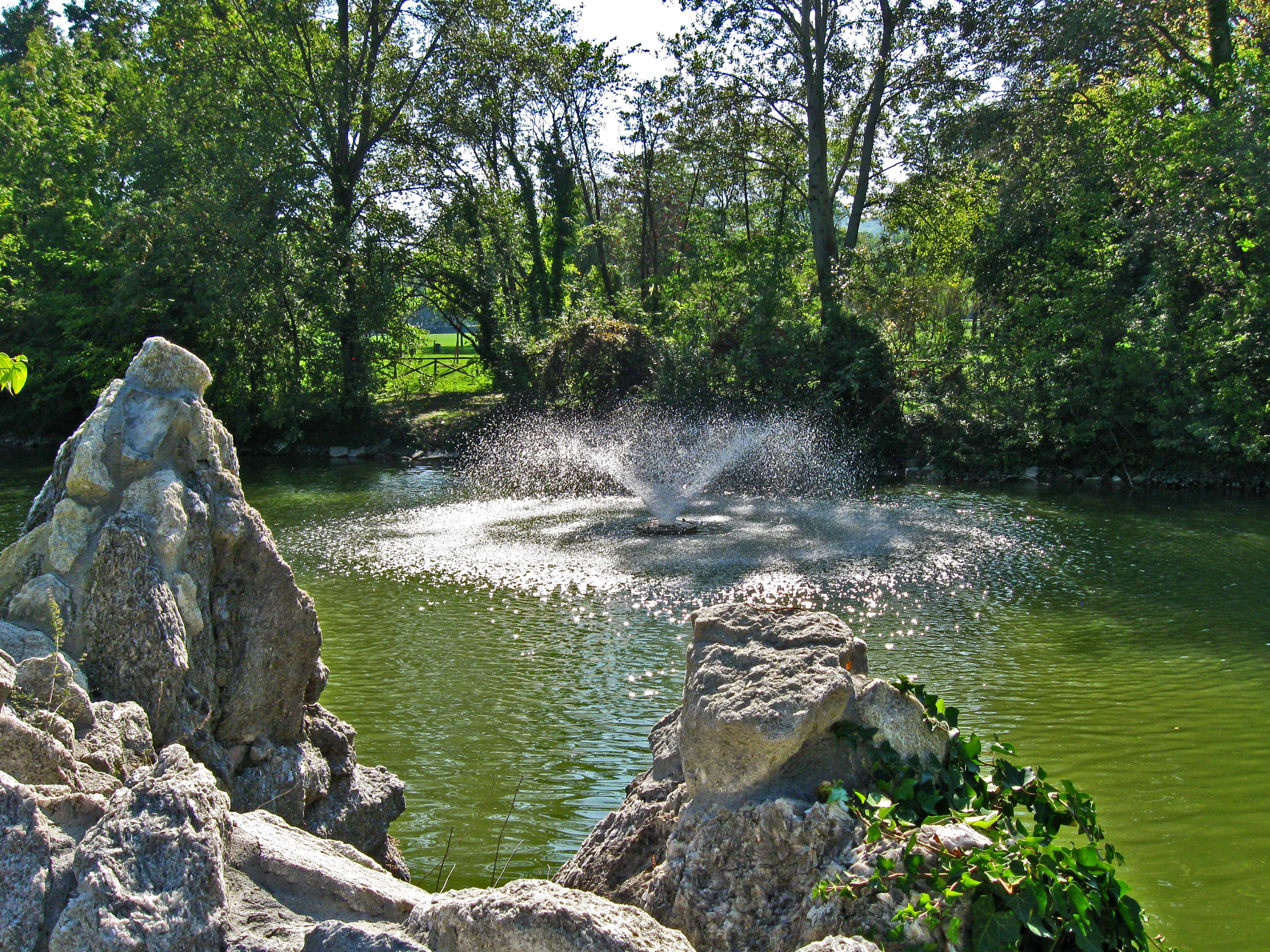
Getti d'acqua e blocchi di selenite
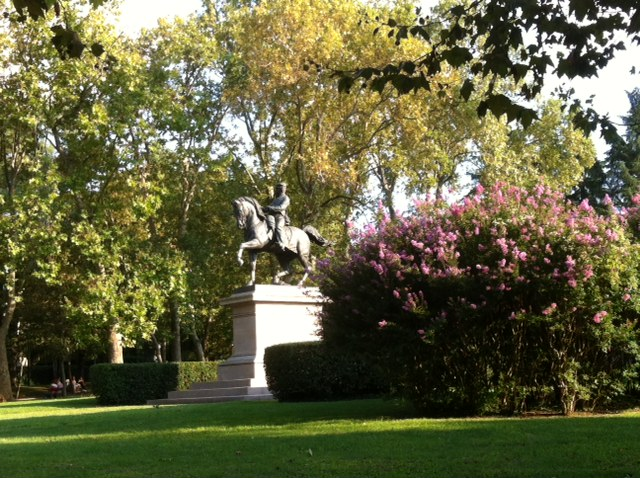
Statua equestre di Vittorio Emanuele II, opera di Giulio Monteverde (1884)
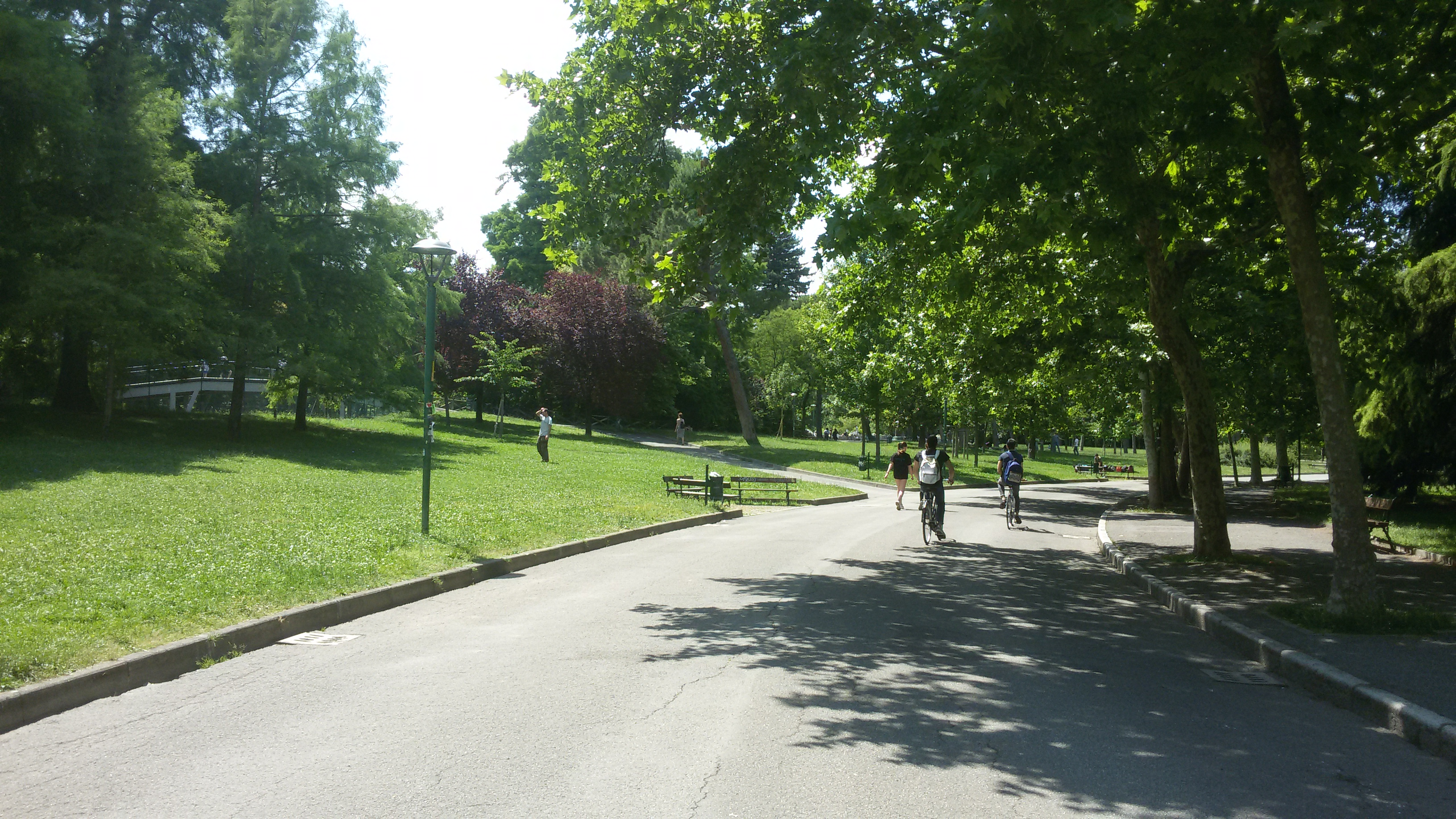
Vialetto